# Kendujhar (Distrikt)
Der Distrikt Kendujhar (auch Keonjhar, Oriya କେନ୍ଦୁଝର ଜିଲ୍ଲା Kēndujhara Jillā) ist ein Distrikt im ostindischen Bundesstaat Odisha.
Der Distrikt liegt in den Ostghats etwa 130 km nördlich von Cuttack.
Verwaltungssitz ist die Stadt Kendujhar. Die Fläche beträgt 8303 km² (nach anderen Angaben 8240 km²). Die Bevölkerungsdichte liegt bei 217 Einwohner/km².
Der Distrikt entstand am 1. Januar 1948.

## Bevölkerung
Im Distrikt lebten im Jahr 2011 1.440.361 Einwohner. Das Geschlechterverhältnis betrug 988 Frauen auf 1000 Männer. Die Alphabetisierungsrate lag bei 68,24 % (78,12 % bei Männern, 58,28 % bei Frauen).
Der überwiegende Teil der Bevölkerung ist hinduistisch (97,28 %), 1,54 % sind Muslime.

## Verwaltungsgliederung
Der Distrikt besteht aus drei Sub-Divisionen: Anandapur, Champua und Kendujhar.
Zur Dezentralisierung der Verwaltung ist der Distrikt in 13 Blöcke unterteilt:
- Anandapur
- Bansapal
- Champua
- Ghasipura
- Ghatagaon
- Harichandanpur
- Hatadihi
- Jhumpura
- Joda
- Keonjhar
- Patna
- Saharpada
- Telkoi

Des Weiteren gibt es 13 Tahasils:
- Anandapur
- Bansapal
- Barbil
- Champua
- Ghasipura
- Ghatagaon
- Harichandanpur
- Hatadihi
- Jhumpura
- Keonjhar
- Patna
- Saharpada
- Telkoi

Im Distrikt befinden sich folgende ULBs: die Municipalities Anandapur, Barbil, Joda und Kendujhar.
Außerdem sind 286 Gram Panchayats im Distrikt vorhanden.